# Brüder Pizarro

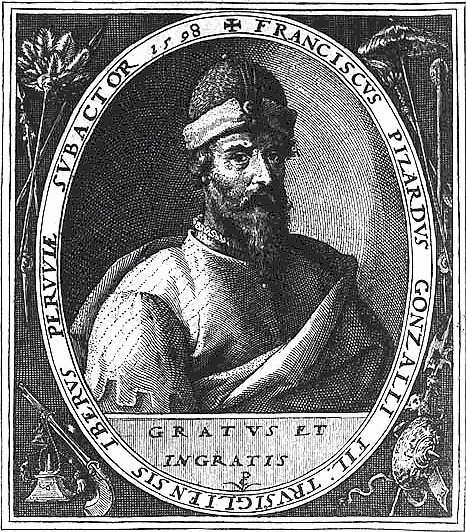
Francisco Pizarro

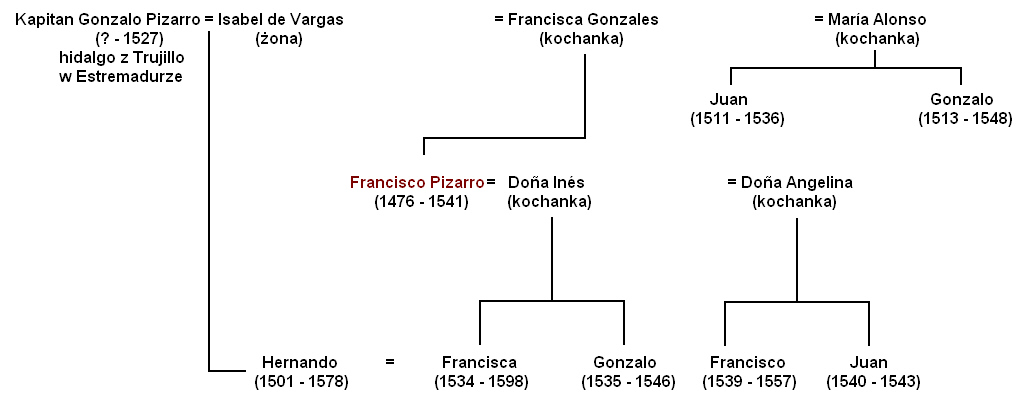
Francisco Pizarros Familie

Die Familie Pizarro war eine spanische Konquistadorenfamilie aus Extremadura. Sie war besonders im 16. Jahrhundert tätig und nimmt in der Geschichte Südamerikas eine besondere Rolle ein.

## Herkunft
Die vier Brüder stammen aus einer kleinen Familie aus Trujillo. Ihr Vater Gonzalo Pizarro war mit Isabel de Vargas verheiratet und hatte mit ihr drei Kinder (eines davon Hernando). Francisco war ein uneheliches Kind, ebenso wie Juan und Gonzalo, die jedoch eine andere Mutter namens María Alonso hatten. Insgesamt hatte Gonzalo mit vier Frauen vier Söhne und fünf Töchter.

## Francisco Pizarro
Francisco kam vermutlich 1502 in die Neue Welt. Er nahm an der Expedition des Balboa teil, auf der das Südmeer (Pazifik) entdeckt wurde. Von Panama aus erforschte er die Küste und eroberte von 1532 bis 1534 das gigantische Reich der Inka, indem er zunächst mit einer Armee von 159 Mann den Herrscher Atahualpa im Handstreich gefangen nahm und in der Folge, verstärkt durch weitere Spanier und lokale Verbündete, die Macht übernahm. Er wurde zum Statthalter von Neukastilien (Peru) ernannt und gründete die Hauptstadt Ciudad de los Reyes, das heutige Lima. Francisco wurde 1541 von Anhängern seines ursprünglichen Teilhabers und späteren Konkurrenten Diego de Almagro in Lima getötet. Mit ihm starb sein Halbbruder mütterlicherseits, Francisco Martín de Alcántara.

## Hernando Pizarro
Hernando folgte Francisco 1530 in die Neue Welt und nahm an der Eroberung von Peru teil. Er geriet in Konflikt mit Almagro und ließ diesen hinrichten. Als er 1539 nach Spanien zurückkehrte, wurde er zu lebenslanger Haft verurteilt. Mit Doña Francisca Pizarro y Yupanqui, der unehelichen Tochter von Francisco Pizarro, hatte er fünf Kinder.

## Gonzalo Pizarro
Auch Gonzalo folgte Francisco 1530 und nahm an der Eroberung Perus teil. Auf der zweijährigen „Zimtland-Expedition“ 1540–1542 drang er in das Amazonasgebiet ein. Nach dem Tod seines Bruders Francisco und dem Erlass der Neuen Gesetze zum Schutz der Indianer führte er eine Rebellion gegen den König an. Nach einer militärischen Niederlage wurde er hingerichtet.

## Juan Pizarro
Auch Juan nahm an der Eroberung Perus teil. Als Jüngster hatte er weniger Bedeutung und deshalb einen geringeren Bekanntheitsgrad. Als der neue Inka Manco Cápac II. bei einem Aufstand die Stadt Cusco belagerte, wurde Juan in der Schlacht tödlich verletzt.

## Nachkommen
Insgesamt hatten die vier Pizarros wohl zwölf Kinder. Die Kinder wurden (fast ausschließlich außerehelich) in Peru geboren. Nur Hernando Pizarro, der sich mit einer Tochter Francisco Pizarros vermählte, pflanzte in Spanien den Namen Pizarro fort; ein Enkel von ihnen, der ebenfalls Hernando hieß,  wurde von Philipp IV. zum Marqués de la Conquista ernannt.